# Jason Rich
Jason Allen Rich (Pensacola, 8 maggio 1986) è un ex cestista statunitense.

## Carriera
Dopo l'esperienza universitaria alla Florida State University, approda in Italia, a Cantù. Viene scelto dalla società canturina per le sue doti di atletismo fuori dal comune, ma dimostra anche di avere una buona mano al tiro da tre. Dopo due stagioni in Israele e una in Belgio, il 31 gennaio 2012 ritorna in Italia, firmando fino alla fine della stagione con la Vanoli Cremona. Nell'estate del 2012 passa in Russia, firmando per l'Enisey. Il 10 agosto del 2013, torna a vestire la maglia di Cremona dopo appena una stagione, per poi approdare nell'ottobre del 2014 nel campionato francese allo Chalon. Nell'estate 2015 gioca per due stagioni con il Metropolitans 92. Il 1º luglio del 2017 fa ritorno in Italia per la quarta volta, firmando con la Scandone Avellino. Con la società irpina, tuttavia vincerà poi a fine stagione il premio di MVP della regular season della Serie A 2017/2018. Nell'ottobre 2018 trova un ingaggio in Turchia, firmando con il Besiktas. Nell'aprile del 2019, a causa dei ritardi sui pagamenti, decide di lasciare il Besiktas dopo nemmeno sei mesi. Nell'ottobre successivo approda al Gaziantep militando sempre nel campionato turco. Il 29 giugno 2020 torna in Italia per la quinta volta, firmando con la Pallacanestro Varese, ma il 9 luglio successivo a solamente undici giorni di distanza dalla firma con la società biancorossa, lascia la squadra.
Il 1º agosto 2021 viene ingaggiato dal Napoli Basket.

## Palmarès
- MVP Serie A: 1

Avellino: 2017-18